# Eliminacja Hofmanna
Eliminacja Hofmanna – reakcja chemiczna, eliminacja grupy aminowej ze związku organicznego w wyniku wyczerpującego metylowania aminy i termicznego rozkładu powstającego czwartorzędowego wodorotlenku amoniowego. W wyniku eliminacji Hofmanna powstają alkeny. Nazwa reakcji pochodzi od nazwiska jej odkrywcy, Augusta Wilhelma von Hofmanna.

Jest to reakcja eliminacji typu E2, gdzie rolę zasady Brønsteda pełni anion OH−.
Mechanizm tej eliminacji jest niezgodny z regułą Zajcewa.

## Mechanizm
Reakcja przebiega w dwóch etapach:
W pierwszym etapie amina reaguje z nadmiarem jodku metylu (CH3I) z wytworzeniem czwartorzędowego jodku amoniowego. Następnie powstałą sól przekształca się w czwartorzędowy wodorotlenek amoniowy za pomocą zasadowego tlenku srebra(I) (Ag2O). Związek ten pod wpływem ogrzewania rozkłada się do alkenu, aminy i wody.
Niesymetryczne czwartorzędowe sole amoniowe rozkładają się w wyniku eliminacji Hofmanna do alkenów o najmniejszej liczbie podstawników (reguła Hofmanna), w przeciwieństwie do zwykłej eliminacji, gdzie zazwyczaj powstają alkeny najbardziej podstawione (reguła Zajcewa).

## Zastosowania
Przykładem wykorzystania eliminacji Hofmanna jest synteza trans-cyklooktenu z dimetylocyklooktyloaminy:
Cyklookten powstający w wyniku eliminacji Hofmanna jest mieszaniną izomerów cis i trans. Mieszaninę tę poddaje się izomeryzacji, wychwytując produkt o konfiguracji trans dzięki specyficznemu kompleksowaniu tego izomeru z jonami srebra(I).